# Ulrich Köhler
Ulrich Leopold Köhler, född 6 november 1838 i Kleinneuhausen i Sachsen-Weimar, död 21 oktober 1903 i Berlin, var en tysk arkeolog och historiker. 
Köhler blev 1865 sekreterare vid preussiska legationen i Aten, 1872 ordinarie professor i arkeologi vid universitetet i Strassburg, 1875 ledare för det tyska arkeologiska institutet i Aten och 1886 ordinarie professor i antik historia vid Berlins universitet.
Köhlers huvudarbete är utgivandet av de attiska inskrifterna från arkonten Eukleides (403) till Augustus tid i Berlinakademiens grekiska inskriftsverk. Han författade även Urkunden und Untersuchungen zur Geschichte des attischen-delischen Bundes (1870), ett arbete av grundläggande betydelse för Atens historia, och många artiklar i tyska institutets "Mitteilungen" och preussiska vetenskapsakademiens skrifter.